# Laura Santullo
Laura Santullo (Montevideo, 1970) es una escritora, guionista y actriz uruguaya que reside entre Uruguay y México.

## Reseña biográfica
Reconocida internacionalmente por su trabajo como guionista, Laura Santullo conforma equipo de trabajo con el director de cine Rodrigo Plá, quien además es su pareja. Ambos son padres de dos hijos, Martín y Lucas.
La zona, La demora y Un monstruo de mil cabezas son adaptaciones cinematográficas de relatos escritos por ella misma.

## Obras
Es guionista de los largometrajes:
- La zona (2007)
- 30-30, cortometraje que forma parte del proyecto de largometraje Revolución (2010)
- La demora (2012)
- Desierto adentro (2008), en colaboración con Rodrigo Plá
- Un monstruo de mil cabezas (2015), en colaboración con Rodrigo Plá
- El otro Tom (2021), en colaboración con Rodrigo Plá
- La caja (2021) en colaboración con Lorenzo Vigas y Paula Markovitch

Tiene cinco libros publicados:
- El otro lado, libro de relatos (Fundación Rulfo y Banda Oriental en Uruguay, 2004)
- Un globo de Cantoya, cuento para niños (Criatura Editora, 2012)
- Un monstruo de mil cabezas (Estuario en Uruguay y Planeta en México, 2013)
- El año de los secretos, novela infantil (Edelvives, 2013)
- El Otro Tom, novela. (Penguin Random House Grupo Editorial, 2018)

## Reconocimientos
Como guionista, ha recibido diversos reconocimientos por su trabajo, entre ellos dos Arieles (Academia de Artes y Ciencias Cinematográficas de México), el Mayahuel en el Festival de Guadalajara, el premio a mejor guion en el 13th Athens International Film Festival y en el Festival de Cine de Lima. Fue nominada por mejor guion adaptado en los premios Goya de España. 
Como escritora, recibió una mención honorífica en el Premio Anual de Literatura del MEC 2007 por el libro de relatos “El otro lado”.